# カワサキ・Z250FS
Z250FS（ゼットにひゃくごじゅうエフエス）とは、川崎重工業（オートバイ製造事業部、現・カワサキモータース）が製造していた中型オートバイである。

## 概要
1980年に発売開始。Z200の後継として、二気筒エンジン搭載のZ250FTとともに、250ccオンロードスポーツとしてラインナップされた。先代のZ200同様に、主に初心者および女性ライダーをターゲットとするエントリーモデルである。
搭載される246ccエンジンには、Z1000・Z1000MkIIで使用されていたボア70mm用ピストンが流用されている。他にこの車種の特徴としては、7本スポークのキャストホイールに総輪ドラムブレーキ（前後共にリーディング・トレーリング式）の組合せという仕様が挙げられる。
1982年12月にマイナーチェンジを実施。0.5mmのボア拡大により排気量が249ccとされ、最大出力・トルクも若干アップした他、バランサーも装備された。
1984年をもって販売終了。1985年に新開発の249cc・水冷DOHC4バルブ単気筒エンジンを搭載した事実上の後継車種となるCS250に後を託した。
派生車種としては、1981年に発売されたアメリカンモデルのZ250LTD（Z250-G / Z250-W）がある。